# Ifá-Orakel

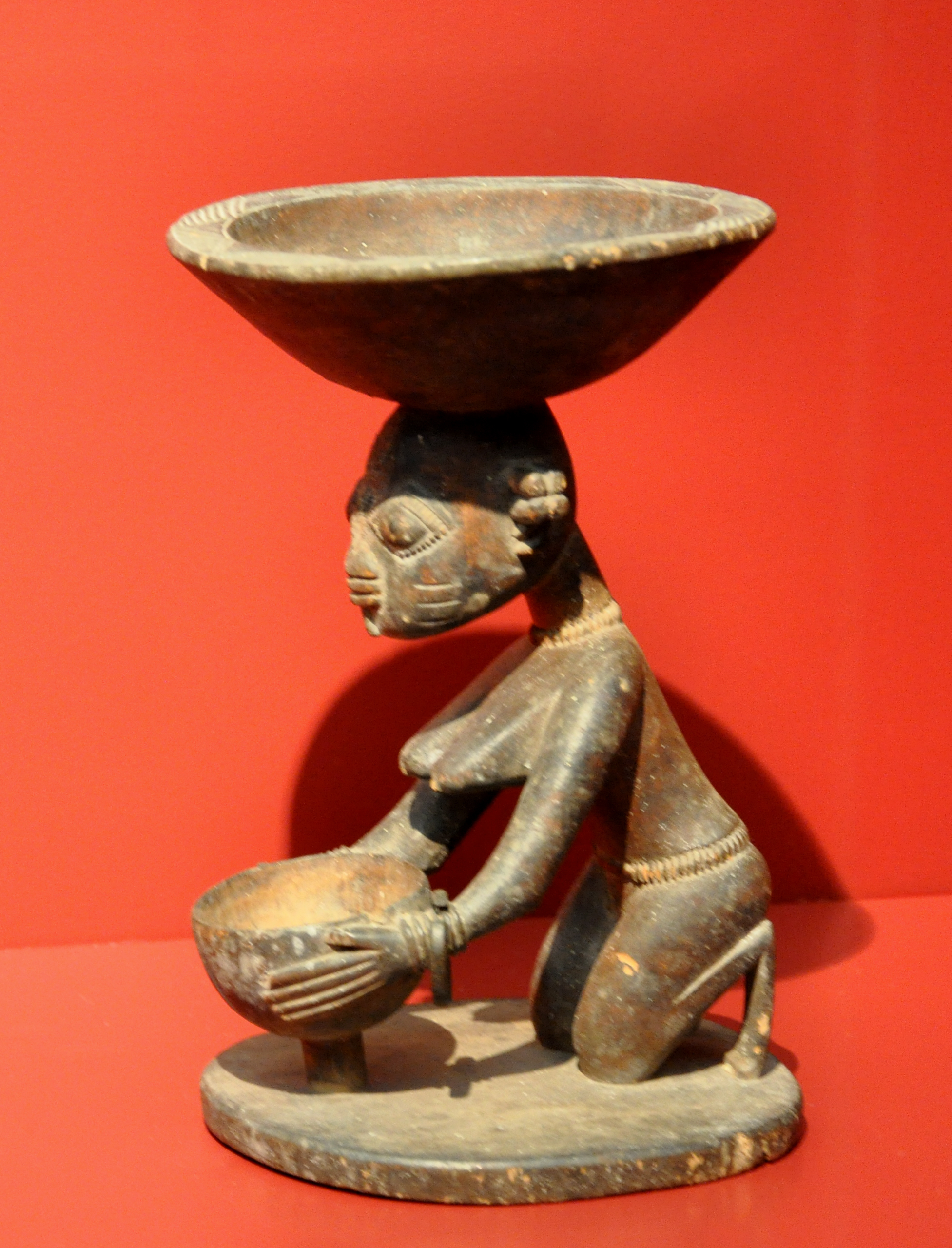
Orakelschale ifa agere der Yoruba, Nigeria, 19. / frühes 20. Jahrhundert; Museum Rietberg, Zürich

Das Ifá-Orakel ist in der Religion der Yoruba und in den davon abgeleiteten Religionen das zentrale religiöse Instrument der Lebensbewältigung.
Es ist seit 2005 durch die UNESCO als Immaterielles Kulturerbe anerkannt und wurde 2008 in die Repräsentative Liste des immateriellen Kulturerbes der Menschheit übernommen.

## Textkorpus Odù-Ifá
Das Ifá-Orakel basiert auf dem umfangreichen und nur mündlich überlieferten Textkorpus Odù-Ifá, das die Weisheit der Yoruba enthält und als deren kulturelles und kollektives Gedächtnis betrachtet wird.
Die Sammlung Odù-Ifá ist in 256 Kapitel unterteilt. Jedem Kapitel (odù) ist ein Orakelzeichen (ebenfalls odù) beziehungsweise eine Signatur aus 256 Möglichkeiten zugeordnet.

## Orakelzeichen(odù)
Orakelzeichen dürfen nur von einem Babalaô oder Babalawo (Yoruba babaláwo „Vater der Geheimnisse“) [babala:'o] (in der kubanischen Santería: oberster Grad der Einweihung; im Yorùbáland: eigener Priesterstand) zu wichtigen Entscheidungen einer Person oder einer Gemeinschaft ermittelt und ausgelegt werden.
256 mögliche Orakelzeichen (odù) lassen sich in einem Dualsystem mit den beiden Ziffern I und II achtstellig signieren (2 8 = 256). Wenn man diese Achtergruppen jeweils als Kombination von zwei Vierergruppen betrachtet, dann gibt es unter den 256 Möglichkeiten genau sechzehn, bei denen die erste und zweite Vierergruppe übereinstimmen. Diese sechzehn Möglichkeiten sind die sechzehn Hauptodù. Nach der Ifá-Konvention entsprechen I und II den Ziffern 1 und 0.
| Nr.     | Name     | 1 2 3 4 |  | Nr.    | Name    | 1 2 3 4 |  | Nr.     | Name   | 1 2 3 4   |  | Nr.     | Name    | 1 2 3 4   |
| ------- | -------- | ------- |  | ------ | ------- | ------- |  | ------- | ------ | --------- |  | ------- | ------- | --------- |
| (8) 1   | Ogbe     | I       |  | (15) 2 | Oyẹku   | II      |  | (14) 3  | Iwori  | II I II   |  | (7) 4   | Odi     | I II I    |
| (6) 5   | Ọbara    | I II    |  | (1) 6  | Ọkanran | II I    |  | (4) 7   | Irosun | I II      |  | (11) 8  | Iwọnrin | II I      |
| (3) 9   | Ogunda   | I II    |  | (9) 10 | Ọsa     | II I    |  | (13) 11 | Irẹtẹ  | I II I    |  | (16) 12 | Otura   | I II I    |
| (12) 13 | Oturupọn | II I II |  | (2) 14 | Ika     | II I II |  | (5) 15  | Ọsẹ    | I II I II |  | (10) 16 | Ofun    | II I II I |

## Verfahren

### Kette(okpele ifá)
Die opele ist eine Divinationskette, ursprünglich aus an einer Schnur befestigten Samenkapseln vom opele-baum (schrebera golungensis) gefertigt. Die Gesamtlänge variiert ungefähr zwischen 75 cm und 125 Zentimeter. Acht Samenkapselhälften, die eine konvexe und konkave Seite zeigen, oder andere entsprechende Gegenstände sind an einer Kette (oft aus Messing) so aneinandergereiht, dass sie, wenn man sie wirft, entweder die konvexe oder konkave Seite zeigen können. Ein mittleres Stück (länger als die Abstände der einzelnen Kapseln) dient dazu, die Kette zu halten, am unteren Ende in unterschiedlicher Anzahl angebrachte Objekte (Muscheln, Kauries, Metallteilchen Ringe usw.) stellen sicher, dass die linke von der rechten Hälfte zu unterscheiden ist. Der Babalaô „wirft“ die Kette mit der rechten Hand (auch wenn er Linkshänder ist), in der Art und Weise von sich weg, dass die beiden offenen Enden näher zu ihm zu liegen kommen. Die konkave Seite bedeutet „I“, die konvexe „II“ (die konkave kann in der Mitte markiert sein). Mit einem Wurf ist somit ein Odu (eine Meji-Figur oder eine der 240 Kombinationen) eruiert. Ein Wurf dieser Kette ergibt ein Orakelzeichen (odù).

### Palmnüsse(ikin ifá)
Mit Palmnüssen (ikin ifá) wird in acht gültigen Würfen ein Orakelzeichen (odú) ermittelt. Der Babalaô nimmt die 16 ikin (so viel wie eine Hand halten kann) in beide Hände und schlägt sie mehrmals schnell zusammen. Dann versucht er so viel wie möglich mit der rechten Hand zu fassen. Bleibt eine Nuss in der linken Hand, markiert er zwei, bleiben zwei, eins. Bei mehr oder weniger wird der Vorgang wiederholt. Es bedarf also wenigstens acht Versuche, bis ein odu ermittelt ist.
Òrunmìlà, der Patron des Ifá-Orakels, soll seinen Kindern sechzehn Palmnüsse (ikin) hinterlassen haben, um Fragen an ihn richten zu können. Die sechzehn geweihten Palmnüsse (ikin ifá) befinden sich in einer Schale (agere ifá). Zu Beginn des Orakels klopft der Babalaô mit dem Divinationsstab (ìróké-ifá) am Divinationsbrett (opon ifá), um Òrunmìlà und die alten Babaláwos anzurufen. Der Babalawo notiert jedes Ergebnis eines Wurfs auf dem mit Holzstaub präparierten Divinationsbrett.